# Língua crioula de São Bartolomeu
O crioulo de São Bartolomeu é a variedade da língua crioula antilhana falada na ilha de São Bartolomeu. Ele é uma variedade arcaica do crioulo da Martinica, muito semelhante ao crioulo das Ilhas dos Santos. Esta língua crioula, juntamente com o dialeto francês de São Bartolomeu, é a língua materna da população nativa da ilha, estas duas línguas são faladas exclusivamente por uma população branca de ascendência europeia. Em 2011, este crioulo era falado por cerca de mil pessoas em São Bartolomeu.
É muito semelhante aos crioulos de Guadalupe, das Ilhas dos Santos, da Martinica, da Guiana Francesa e do Haiti, bem como as formas dos crioulos falados nas antigas ilhas francófonas (Dominica e Santa Lúcia). Às vezes, o crioulo de São Bartolomeu, o crioulo da Dominica, o crioulo da Martinica, o crioulo de Guadalupe, o crioulo das Ilhas dos Santos, o crioulo de Maria Galante, o crioulo francês de Granada e o crioulo de Santa Lúcia são considerados uma única língua, o crioulo antilhano.